# Bixby (Oklahoma)
Bixby is een plaats (city) in de Amerikaanse staat Oklahoma, en valt bestuurlijk gezien onder Tulsa County en Wagoner County.

## Demografie
Bij de volkstelling in 2000 werd het aantal inwoners vastgesteld op 13.336.
In 2006 is het aantal inwoners door het United States Census Bureau geschat op 19.294, een stijging van 5958 (44,7%).

## Geografie
Volgens het United States Census Bureau beslaat de plaats een oppervlakte van
65,0 km², waarvan 62,3 km² land en 2,7 km² water.

## Plaatsen in de nabije omgeving
De onderstaande figuur toont nabijgelegen plaatsen in een straal van 20 km rond Bixby.